# Rhopalomeces minutus
Rhopalomeces minutus là một loài bọ cánh cứng trong họ Cerambycidae.